# Stora Tornö
Stora Tornö är en kilometerlång ö nordost om Möja i Värmdö kommun. Ön skiljs från Möja av det hundra meter breda Tornösund. Konstnären och författaren Roland Svensson hade sin ateljé på Stora Tornö.

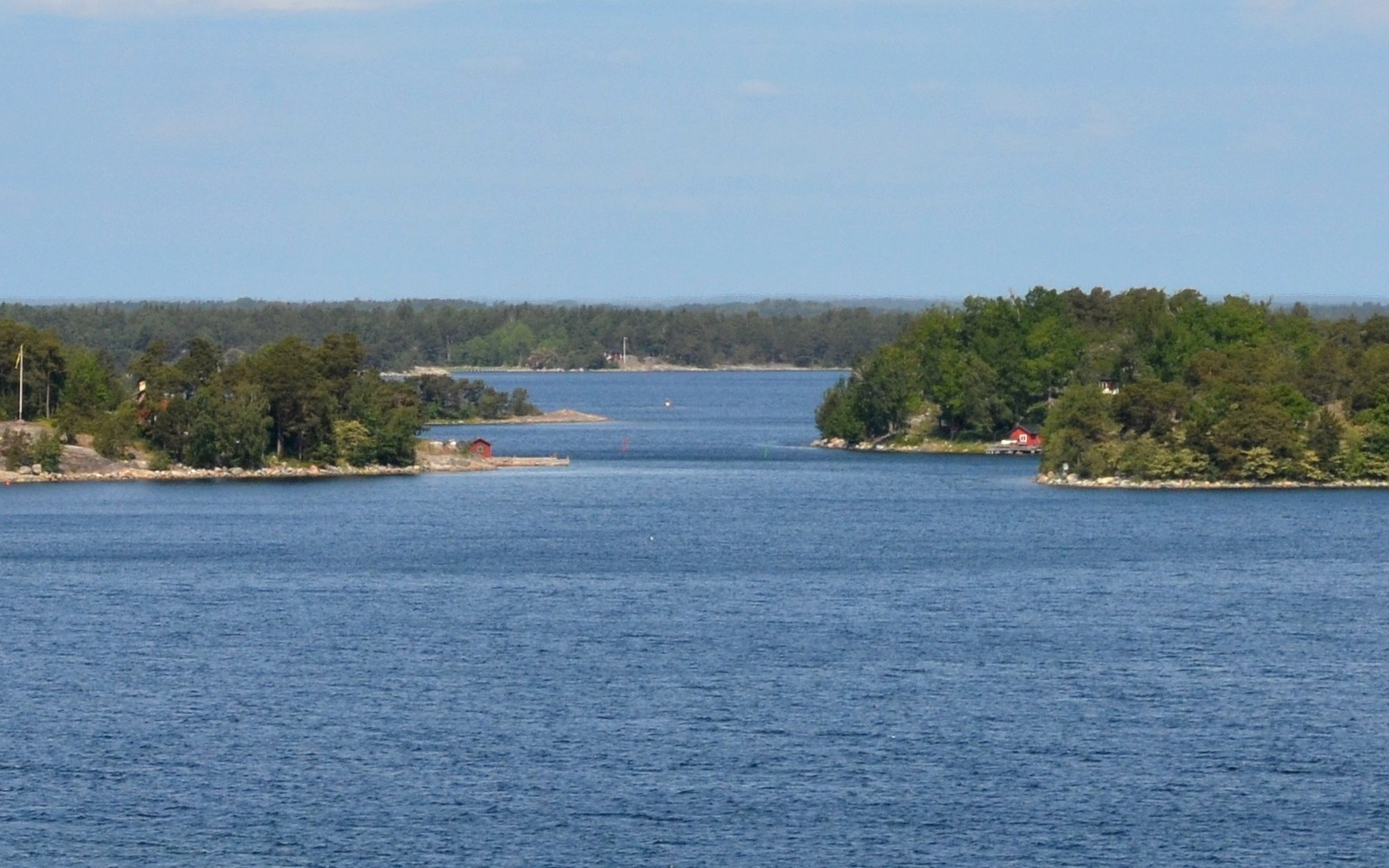
Tornösund mellan Möja (till vänster) och Stora Tornö (till höger).